# 胜湖里站
勝湖里站（韓語：승호리역）是朝鮮民主主義人民共和國黄海北道胜湖区域的一個鐵路車站，属于平德线。

## 邻近车站
平德线
立石里站 - 勝湖里站 - 晚达里站